# Nekrolog Mai 2005
Nekrolog
◄◄
| ◄
| 2001
| 2002
| 2003
| 2004
| 2005 | 2006 | 2007 | 2008 | 2009 | ► | ►►
Januar |
Februar |
März |
April |
Mai |
Juni |
Juli |
August |
September |
Oktober |
November |
Dezember 2005
Weitere Ereignisse | Allgemeiner Nekrolog 2005
Die Beschreibung der verstorbenen Person sollte so kurz wie möglich gehalten sein und nur deren signifikante Tätigkeit(en) enthalten.
Neue Namen ggf. auch unter dem Geburts- und Sterbedatum, also etwa unter 1. Januar und im Geburts- und Sterbejahr (2024) eintragen (nur bei entsprechender großer Wichtigkeit). Für Beispiele siehe die schon vorhandenen Artikel.
Außerdem über die fünf zuletzt Verstorbenen, zu denen es einen ausreichend guten Artikel für eine Präsentation auf der Hauptseite gibt, nach der todesbedingten Überarbeitung der Artikel ggf. auch unter Wikipedia Diskussion:Hauptseite informieren und sie am besten auch in den anderen Wikipedia-Sprachversionen eintragen. Tipp: Regelmäßig bei news.google.de nach „ist tot“, „gestorben“ oder „verstorben“ suchen.
Wenn eine Person gestorben ist, gibt es viele Seiten zu dieser Person in der Wikipedia, die davon auch betroffen sind und entsprechend aktualisiert werden müssen. Beispiele: Namenübersichtsseite, Geburtsjahr, Geburtsort-Seiten und viele mehr.
Wie finde ich die betroffenen Seiten?
Im Suchfeld auf der linken Seite gibt man den Suchbegriff so ein: „Vorname Nachname“. Dann klickt man auf Volltext und alle Seiten mit entsprechendem Suchtext werden aufgerufen. Hier sieht man dann schnell, wo auch das Todesjahr Sinn macht oder sogar ein Teil des Artikels angepasst werden muss. Auch hilft das „Werkzeug“ auf der linken Seite sehr gut, um solche Seiten aufzufinden: „Links auf diese Seite“. Somit ist die Wikipedia wieder aktuell in allen Bereichen! Hinweis: bei Eintragung der Kategorie „Gestorben JAHR“ wird der Missbrauchsfilter 49 ausgelöst, was jedoch nicht schlimm ist. Siehe: Spezial:Missbrauchsfilter/49
Dies ist eine Liste von im Mai 2005 verstorbenen bekannten Persönlichkeiten. Die Einträge erfolgen innerhalb der einzelnen Daten alphabetisch sortiert. Tiere sind im Nekrolog für Tiere zu finden.

## Mai
| Tag     | Name                             | Beruf, bekannt als                                                                                              | Alter | Beleg |
| ------- | -------------------------------- | --- | ----- | ----- |
| 1. Mai  | Kurt Schneckendorf               | deutscher Architekt und Baubeamter                                                                              | 96    |       |
| 1. Mai  | Ernst Schomer                    | deutscher Filmarchitekt, Architekt, Maler, Medailleur und Kunsterzieher                                         | 90    |       |
| 1. Mai  | Friedrich Winnes                 | deutscher Künstler                                                                                              | 55    |       |
| 2. Mai  | Renée Faure                      | französische Schauspielerin                                                                                     | 86    |       |
| 2. Mai  | Robert Hunter                    | kanadischer Journalist, Autor und Politiker                                                                     | 63    |       |
| 2. Mai  | Michael Köhler                   | deutscher Literaturwissenschaftler und Autor                                                                    | 58    |       |
| 2. Mai  | Theofiel Middelkamp              | niederländischer Radsportler                                                                                    | 91    |       |
| 2. Mai  | Jack Nichols                     | US-amerikanischer Autor und Journalist                                                                          | 67    |       |
| 2. Mai  | Erich Potthoff                   | Ökonom und Hochschullehrer, Wirtschaftsprüfer und Politiker (SPD), MdL                                          | 91    |       |
| 2. Mai  | Georg Renatus Solta              | österreichischer Sprachwissenschaftler, Indogermanist                                                           | 86    |       |
| 2. Mai  | Wee Kim Wee                      | singapurischer Politiker, Präsident Singapurs                                                                   | 89    |       |
| 3. Mai  | Jagjit Singh Aurora              | indischer Generalleutnant                                                                                       | 89    |       |
| 3. Mai  | Roberto Bonini                   | italienischer Rechtswissenschaftler                                                                             | 71    |       |
| 3. Mai  | Lila Dulali                      | indische Schauspielerin                                                                                         |       |       |
| 3. Mai  | Youhanna Fouad El-Hage           | libanesischer Geistlicher, Erzbischof von Tripolis                                                              | 66    |       |
| 3. Mai  | Klaus Günzel                     | deutscher Schriftsteller und Bibliothekar                                                                       | 69    |       |
| 3. Mai  | Michel Maurice-Bokanowski        | französischer Politiker, Mitglied der Nationalversammlung und Senator                                           | 92    |       |
| 3. Mai  | Pierre Moerlen                   | französischer Schlagzeuger und Komponist                                                                        | 52    |       |
| 3. Mai  | Jürgen Räuschel                  | deutscher Wirtschaftsjournalist und Verleger                                                                    | 69    |       |
| 3. Mai  | Willi Steffen                    | Schweizer Fußballspieler                                                                                        | 80    |       |
| 4. Mai  | Franz Adis                       | deutscher Politiker (CDU), MdL                                                                                  | 89    |       |
| 4. Mai  | Yakovos Bilek                    | deutscher Basketballtrainer                                                                                     | 87    |       |
| 4. Mai  | David Haskell Hackworth          | US-amerikanischer Kriegsheld und Militärexperte                                                                 | 74    |       |
| 4. Mai  | Dave McKee                       | australischer Politiker (South Australia)                                                                       | 85    |       |
| 4. Mai  | Ignace van Swieten               | niederländischer Fußballschiedsrichter                                                                          | 62    |       |
| 4. Mai  | Luis Taruc                       | philippinischer Politiker                                                                                       | 91    |       |
| 4. Mai  | Stanley Tennenbaum               | US-amerikanischer mathematischer Logiker                                                                        | 78    |       |
| 5. Mai  | Herbert Clauß                    | deutscher Volkskundler und Heimatforscher                                                                       | 98    |       |
| 5. Mai  | Christian Speck                  | Schweizer Politiker                                                                                             | 67    |       |
| 5. Mai  | Nelly Tsouyopoulos               | britisch-deutsche Medizinhistorikerin                                                                           | 75    |       |
| 5. Mai  | Frederick Tully                  | US-amerikanischer Schauspieler                                                                                  | 73    |       |
| 6. Mai  | Josef Ceremuga                   | tschechischer Komponist und Musikpädagoge                                                                       | 74    |       |
| 6. Mai  | Rafael Diaz-Balart               | kubanischer Politiker unter Batista, Exilkubaner                                                                | 79    |       |
| 6. Mai  | Joe Grant                        | US-amerikanischer Comic-Autor bei Disney                                                                        | 96    |       |
| 6. Mai  | Jost Gross                       | Schweizer Politiker (SP)                                                                                        | 59    |       |
| 6. Mai  | Hanno Haag                       | deutscher Musiker und Komponist                                                                                 | 66    |       |
| 6. Mai  | Andreas Jaschinski               | deutscher Musikwissenschaftler                                                                                  | 50    |       |
| 6. Mai  | Ernestine Lebrun                 | französische Schwimmerin                                                                                        | 99    |       |
| 7. Mai  | Hans-Georg Boenninghaus          | deutscher HNO-Arzt und Hochschullehrer                                                                          | 84    |       |
| 7. Mai  | Jean Carrière                    | französischer Schriftsteller und Essayist                                                                       | 76    |       |
| 7. Mai  | Tristan Egolf                    | US-amerikanischer Schriftsteller und Musiker                                                                    | 33    |       |
| 7. Mai  | Peter Wallace Rodino             | US-amerikanischer Politiker                                                                                     | 95    |       |
| 7. Mai  | Otilino Tenorio                  | ecuadorianischer Fußballspieler                                                                                 | 25    |       |
| 7. Mai  | Hacı Mehmet Zorlu                | türkischer Unternehmer                                                                                          |       |       |
| 8. Mai  | Wolfgang Blochwitz               | deutscher Fußballspieler                                                                                        | 64    |       |
| 8. Mai  | Werner Borchmann                 | deutscher Pflanzenbauwissenschaftler                                                                            | 77    |       |
| 8. Mai  | José Antonio Cuburu              | mexikanischer Fußballspieler                                                                                    | 79    |       |
| 8. Mai  | Lloyd Cutler                     | US-amerikanischer Anwalt                                                                                        | 87    |       |
| 8. Mai  | Björn Ivemark                    | schwedischer Kinderarzt                                                                                         | 80    |       |
| 8. Mai  | Nasrat Parsa                     | afghanischer Sänger                                                                                             | 37    |       |
| 8. Mai  | Anton Petri                      | deutscher Musiker und Autor                                                                                     | 76    |       |
| 8. Mai  | Alfred E. Sarasin                | schweizerischer Bankier und Politiker                                                                           | 83    |       |
| 8. Mai  | Nino Terzo                       | italienischer Komiker und Schauspieler                                                                          | 81    |       |
| 8. Mai  | Gianpietro Zappa                 | Schweizer Fußballspieler                                                                                        | 49    |       |
| 9. Mai  | Kurt Brumme                      | deutscher Sportmoderator im Hörfunk                                                                             | 82    |       |
| 9. Mai  | Walter Howard                    | deutscher Bildhauer                                                                                             | 94    |       |
| 9. Mai  | Horst Müller                     | deutscher Science-Fiction-Autor                                                                                 | 81    |       |
| 9. Mai  | Tiny Wharton                     | schottischer Fußballschiedsrichter und Fußballfunktionär                                                        | 77    |       |
| 10. Mai | Henry Cain                       | US-amerikanischer Musiker                                                                                       | ≈80   |       |
| 10. Mai | Alfons Deissler                  | deutscher katholischer Theologe (Alttestamentler)                                                               | 91    |       |
| 10. Mai | Werner Kirstein                  | deutscher Politiker (CDU), MdL                                                                                  | 77    |       |
| 10. Mai | Benedikt Obermüller              | deutscher Skirennläufer                                                                                         | 75    |       |
| 10. Mai | Ralph Palmer                     | US-amerikanischer Informatiker                                                                                  | 95    |       |
| 10. Mai | Otto Steiger                     | Schweizer Schriftsteller und Radionachrichtensprecher                                                           | 95    |       |
| 11. Mai | Ingrid Buck-Setter               | deutsche Schauspielerin und Moderatorin                                                                         | 67    |       |
| 11. Mai | Léo Cadieux                      | kanadischer Politiker und Botschafter                                                                           | 96    |       |
| 11. Mai | Reinhard Henkys                  | deutscher evangelischer Publizist und Journalist                                                                | 76    |       |
| 11. Mai | Michalis Jenitsaris              | griechischer Sänger, Komponist und Bouzouki-Spieler                                                             | 87    |       |
| 11. Mai | Bruno Lietz                      | deutscher Politiker (SED), MdV, Minister für Land-, Forst- und Nahrungsgüterwirtschaft der DDR                  | 79    |       |
| 11. Mai | Martin Lings                     | britischer Anglist, Orientalist und Religionsphilosoph                                                          | 96    |       |
| 11. Mai | Axel Östrand                     | schwedischer Skispringer                                                                                        | 95    |       |
| 12. Mai | Alf Arrowsmith                   | englischer Fußballspieler                                                                                       | 62    |       |
| 12. Mai | Daniel Dargent                   | französischer Gynäkologe und Geburtshelfer                                                                      | 67    |       |
| 12. Mai | Noël Deschamps                   | australischer Diplomat                                                                                          | 96    |       |
| 12. Mai | Willem van Genk                  | niederländischer Maler und Grafiker der Outsider Art                                                            | 78    |       |
| 12. Mai | Evaristo Iglesias                | kubanischer Hürdenläufer und Sprinter                                                                           | 79    |       |
| 12. Mai | Bruno Kleberg                    | deutscher Dokumentarfilmer                                                                                      | 77    |       |
| 12. Mai | Gunnar Nilsson                   | schwedischer Boxer                                                                                              | 82    |       |
| 12. Mai | Ladislau Șimon                   | rumänischer Ringer                                                                                              | 53    |       |
| 12. Mai | Jaroslav Vožniak                 | tschechischer Maler, Bildhauer und Grafiker                                                                     | 72    |       |
| 12. Mai | Monica Zetterlund                | schwedische Sängerin und Schauspielerin                                                                         | 67    |       |
| 13. Mai | Eddie Barclay                    | französischer Musikproduzent                                                                                    | 84    |       |
| 13. Mai | George Dantzig                   | US-amerikanischer Mathematiker                                                                                  | 90    |       |
| 13. Mai | Gerald Humel                     | US-amerikanischer Komponist                                                                                     | 73    |       |
| 13. Mai | Miloš Lánský                     | tschechischer Kybernetiker                                                                                      | 78    |       |
| 13. Mai | Joseph A. McChristian            | US-amerikanischer Offizier                                                                                      | 90    |       |
| 13. Mai | Hugh Montefiore                  | anglikanischer Bischof aus einer jüdischen Familie                                                              | 85    |       |
| 13. Mai | Raymond Redheffer                | US-amerikanischer Mathematiker                                                                                  | 84    |       |
| 13. Mai | Michael Bruce Ross               | US-amerikanischer Serienmörder                                                                                  | 45    |       |
| 13. Mai | Victor Sproles                   | US-amerikanischer Jazz-Bassist                                                                                  | 77    |       |
| 13. Mai | Harry Warburton                  | Schweizer Bobfahrer                                                                                             | 84    |       |
| 13. Mai | Adriano Zamboni                  | italienischer Radrennfahrer                                                                                     | 71    |       |
| 14. Mai | Alyce Andrece                    | US-amerikanische Sängerin und Schauspielerin                                                                    | 68    |       |
| 14. Mai | Hans Lampen                      | deutscher Kommunalpolitiker (CDU), Bürgermeister von Dorsten                                                    |       |       |
| 14. Mai | Jimmy Martin                     | US-amerikanischer Bluegrass-Musiker                                                                             | 77    |       |
| 14. Mai | Peter Stürtz                     | deutscher Bergrennfahrer und Rennwagenkonstrukteur                                                              | 58    |       |
| 15. Mai | Povl Ahm                         | dänischer Tragswerkplaner und Ingenieur                                                                         | 78    |       |
| 15. Mai | Udo Derbolowsky                  | deutscher Neurologe und Psychotherapeut                                                                         | 85    |       |
| 15. Mai | Georg Grammer                    | deutscher Unternehmer                                                                                           | 74    |       |
| 15. Mai | Natalja Gundarewa                | sowjetische bzw. russische Theater- und Filmschauspielerin                                                      | 56    |       |
| 15. Mai | Bob Haak                         | niederländischer Kunsthistoriker                                                                                | 79    |       |
| 15. Mai | Ulrich Hitzig                    | Schweizer Fernsehproduzent                                                                                      | 80    |       |
| 15. Mai | Aulis Kallakorpi                 | finnischer Skispringer                                                                                          | 76    |       |
| 15. Mai | Theola Kilgore                   | US-amerikanische Soul- und Gospelsängerin                                                                       |       |       |
| 15. Mai | Jón Laxdal                       | isländischer Schauspieler, Regisseur                                                                            | 71    |       |
| 15. Mai | Günter Ferdinand Ris             | deutscher Bildhauer                                                                                             | 76    |       |
| 15. Mai | Amadeus Webersinke               | deutscher Pianist, Organist und Hochschullehrer                                                                 | 84    |       |
| 16. Mai | Cyrill Büchel                    | liechtensteinischer Politiker (VU)                                                                              | 76    |       |
| 16. Mai | Astrik L. Gabriel                | ungarischer Historiker                                                                                          | 97    |       |
| 16. Mai | Cornelio Galleo Wigwigan         | philippinischer Geistlicher, Apostolischer Vikar von Bontoc-Lagawe                                              | 62    |       |
| 16. Mai | Andrew J. Goodpaster             | US-amerikanischer General und ehemaliger Alliierter Oberkommandierender für Europa                              | 89    |       |
| 16. Mai | June Lang                        | US-amerikanische Filmschauspielerin                                                                             | 88    |       |
| 16. Mai | Rudolf Liechtenhan der Jüngere   | Schweizer Dramaturg, Publizist, Autor, und Kritiker                                                             | 93    |       |
| 16. Mai | Kurt Sontheimer                  | deutscher Politikwissenschaftler                                                                                | 76    |       |
| 16. Mai | Katharina Winter                 | deutsche Unternehmerin, Unterstützerin der Widerstandskämpfer des 20. Juli 1944                                 | 104   |       |
| 16. Mai | Rosa Winter                      | österreichische KZ-Überlebende                                                                                  | 81    |       |
| 17. Mai | Keiiti Aki                       | japanischer Seismologe und Geophysiker                                                                          | 75    |       |
| 17. Mai | Luc-Peter Crombé                 | belgischer Maler                                                                                                | 85    |       |
| 17. Mai | Piero Dorazio                    | italienischer Maler                                                                                             | 77    |       |
| 17. Mai | Frank Gorshin                    | US-amerikanischer Schauspieler und Synchronsprecher                                                             | 72    |       |
| 17. Mai | Ismail Jussupow                  | sowjetisch-kasachischer Politiker                                                                               | 91    |       |
| 17. Mai | Helmut König                     | deutscher Erziehungswissenschaftler und Bildungshistoriker in der DDR                                           | 84    |       |
| 17. Mai | Wilhelm Loisel                   | österreichischer Maler                                                                                          | 90    |       |
| 17. Mai | Jean-Pierre Pincemin             | französischer Maler und Bildhauer                                                                               | 61    |       |
| 17. Mai | Wladimir Stepanowitsch Stogow    | sowjetischer Gewichtheber                                                                                       | 74    |       |
| 18. Mai | Franz Fedier                     | deutsch-schweizerischer Maler                                                                                   | 83    |       |
| 18. Mai | João Manuel                      | portugiesischer Fußballspieler                                                                                  | 37    |       |
| 18. Mai | Christian Kuntner                | italienischer Extrembergsteiger                                                                                 | 43    |       |
| 18. Mai | Whayne Wilson                    | costa-ricanischer Fußballspieler                                                                                | 29    |       |
| 18. Mai | Denis Arthur Hepworth Wright     | britischer Botschafter                                                                                          | 94    |       |
| 18. Mai | Stella Zázvorková                | tschechische Schauspielerin                                                                                     | 83    |       |
| 18. Mai | Augusto Alejandro Zúñiga Paz     | peruanischer Rechtsanwalt                                                                                       |       |       |
| 19. Mai | John Arthur                      | südafrikanischer Boxer                                                                                          | 75    |       |
| 19. Mai | Henry Corden                     | kanadischer Schauspieler und Sprecher in Zeichentrickfilmen                                                     | 85    |       |
| 19. Mai | Linda Martinez                   | US-amerikanische Pianistin und Komponistin                                                                      | 29    |       |
| 19. Mai | Batya Gur                        | israelische Schriftstellerin                                                                                    | 58    |       |
| 19. Mai | Paul Schneider-Esleben           | deutscher Architekt                                                                                             | 89    |       |
| 19. Mai | Milton Wolf                      | US-amerikanischer Diplomat, Bauunternehmer, Wirtschaftswissenschaftler                                          | 80    |       |
| 20. Mai | Toon Brusselers                  | niederländischer Fußballspieler                                                                                 | 71    |       |
| 20. Mai | J. D. Cannon                     | US-amerikanischer Schauspieler                                                                                  | 83    |       |
| 20. Mai | Ernst Eichler                    | deutscher Eishockeyspieler und -funktionär                                                                      | 79    |       |
| 20. Mai | Marian Foik                      | polnischer Leichtathlet und Olympiateilnehmer                                                                   | 71    |       |
| 20. Mai | Joseph Levis                     | US-amerikanischer Fechter                                                                                       | 99    |       |
| 20. Mai | Gerhart Lindner                  | deutscher Phonetiker und Hochschullehrer                                                                        | 79    |       |
| 20. Mai | Hans Dieter Lüke                 | deutscher Elektrotechniker                                                                                      | 70    |       |
| 20. Mai | Hanns-Ekkehard Plöger            | deutscher Rechtsanwalt und Notar                                                                                | 66    |       |
| 20. Mai | Paul Ricœur                      | französischer Philosoph                                                                                         | 92    |       |
| 20. Mai | Lujo Tončić-Sorinj               | österreichischer Diplomat und Politiker (ÖVP), Abgeordneter zum Nationalrat und Generalsekretär des Europara... | 90    |       |
| 20. Mai | Richard Twiss                    | englischer Physiker und Radioastronom                                                                           | 84    |       |
| 21. Mai | Friedhelm Ackermann              | deutscher Bankmanager und sauerländischer Heimatforscher                                                        | 70    |       |
| 21. Mai | Stephen Elliott                  | US-amerikanischer Schauspieler                                                                                  | 86    |       |
| 21. Mai | Jean-François Guérin             | katholischer Priester und Gründer der Gemeinschaft Sankt Martin                                                 | 75    |       |
| 21. Mai | Bedford Jezzard                  | englischer Fußballspieler und -trainer                                                                          | 77    |       |
| 21. Mai | Erhard Junghans                  | deutscher Politiker (CDU), MdL                                                                                  | 80    |       |
| 21. Mai | Gerhard Möllhoff                 | deutscher Neurologe, Sozialmediziner und Psychiater                                                             | 83    |       |
| 21. Mai | Subodh Mukherjee                 | bengalischer indischer Filmproduzent und -regisseur des Hindi-Films                                             | 84    |       |
| 21. Mai | Billie Poole                     | US-amerikanische Jazzsängerin                                                                                   | 76    |       |
| 22. Mai | Willi Dargaschewski              | deutscher Fußballspieler                                                                                        | 84    |       |
| 22. Mai | Charilaos Florakis               | griechischer kommunistischer Politiker und langjähriger Generalsekretär der Kommunistischen Partei              | 90    |       |
| 22. Mai | Bertha Harris                    | US-amerikanische Autorin                                                                                        | 67    |       |
| 22. Mai | Alois Heller                     | deutscher Priester und Hochschullehrer                                                                          | 91    |       |
| 22. Mai | Ernst Jakob Henne                | deutscher Motorrad- und Automobilrennfahrer und Unternehmer                                                     | 101   |       |
| 22. Mai | Carl Landé                       | US-amerikanischer Politikwissenschaftler und Autor                                                              | 81    |       |
| 22. Mai | Howard Morris                    | US-amerikanischer Komiker in Film und Fernsehen                                                                 | 85    |       |
| 22. Mai | Thurl Ravenscroft                | US-amerikanischer Basssänger, Synchronsprecher und Schauspieler                                                 | 91    |       |
| 23. Mai | Sígfrid Gràcia                   | spanischer Fußballspieler                                                                                       | 73    |       |
| 23. Mai | Hermann Graudin                  | Maler baltendeutscher Abstammung                                                                                | 83    |       |
| 23. Mai | Katja Schmidt-Piller             | österreichische Schriftstellerin                                                                                | 64    |       |
| 23. Mai | Hans-Jürgen Thomm                | deutscher Kirchenmusiker und Landesmusikdirektor                                                                | 96    |       |
| 23. Mai | Thomas Windisch                  | deutscher Komponist, Architekt, und Pianist                                                                     | 90    |       |
| 23. Mai | Rupert Zechtl                    | österreichischer Lokomotivführer und Politiker                                                                  | 90    |       |
| 24. Mai | Eddie Albert                     | US-amerikanischer Schauspieler                                                                                  | 99    |       |
| 24. Mai | Carl Amery                       | deutscher Schriftsteller und Umweltaktivist                                                                     | 83    |       |
| 24. Mai | Manuel de Anchorena              | argentinischer Diplomat                                                                                         | 71    |       |
| 24. Mai | Fat Tone                         | US-amerikanischer Rapper                                                                                        | 24    |       |
| 24. Mai | Arthur Haulot                    | belgischer Journalist, Humanist und Dichter                                                                     | 91    |       |
| 24. Mai | Fritz Hofmann                    | Schweizer Politiker                                                                                             | 81    |       |
| 24. Mai | Marian Oleś                      | polnischer, römisch-katholischer Erzbischof und Diplomat                                                        | 70    |       |
| 25. Mai | Sunil Dutt                       | indischer Filmschauspieler, Sozialaktivist und Politiker                                                        | 75    |       |
| 25. Mai | Dennis Eberhard                  | US-amerikanischer Komponist und Musikpädagoge                                                                   |       |       |
| 25. Mai | Peter Giese                      | deutscher Geophysiker                                                                                           | 73    |       |
| 25. Mai | Reinhard Hauschild               | deutscher Journalist, Schriftsteller und Oberst                                                                 | 84    |       |
| 25. Mai | Robert Jankel                    | britischer Fahrzeugdesigner                                                                                     | 67    |       |
| 25. Mai | Ismail Merchant                  | indisch-britischer Filmproduzent                                                                                | 68    |       |
| 25. Mai | Zoran Mušič                      | italienisch-slowenischer Maler und Grafiker                                                                     | 96    |       |
| 25. Mai | Harold R. Tyler                  | US-amerikanischer Jurist                                                                                        | 83    |       |
| 26. Mai | Albinas Albertynas               | litauischer Politiker                                                                                           | 71    |       |
| 26. Mai | Israel Epstein                   | polnisch-chinesischer Journalist                                                                                | 90    |       |
| 26. Mai | Joe Lee Johnson                  | US-amerikanischer Automobilrennfahrer                                                                           | 75    |       |
| 26. Mai | Ruth Laredo                      | US-amerikanische klassische Pianistin                                                                           | 67    |       |
| 26. Mai | Sangoulé Lamizana                | burkinischer Politiker                                                                                          | 89    |       |
| 26. Mai | Krzysztof Nowak                  | polnischer Fußballspieler                                                                                       | 29    |       |
| 26. Mai | Radius Prawiro                   | indonesischer Politiker und Wirtschaftswissenschaftler                                                          | 76    |       |
| 27. Mai | Otto Betz                        | deutscher Theologe und Universitätsprofessor                                                                    | 87    |       |
| 27. Mai | Annamirl Bierbichler             | deutsche Schauspielerin                                                                                         | 58    |       |
| 27. Mai | Waldtraut von Bohlen und Halbach | deutsche Industrielle                                                                                           | 84    |       |
| 27. Mai | David R. Boone                   | US-amerikanischer Mikrobiologe                                                                                  | 53    |       |
| 27. Mai | Morris Cohen                     | US-amerikanischer Metallurge                                                                                    | 93    |       |
| 27. Mai | Franco Diogene                   | italienischer Schauspieler                                                                                      | 57    |       |
| 27. Mai | Joseph R. Garber                 | US-amerikanischer Autor                                                                                         | 61    |       |
| 27. Mai | Harry Gelbfarb                   | US-amerikanischer Bodybuilder                                                                                   | 74    |       |
| 27. Mai | Piotr Gładki                     | polnischer Marathonläufer                                                                                       | 33    |       |
| 27. Mai | Joan Granados i Llimona          | katalanischer Zeichner und Maler                                                                                | 73    |       |
| 27. Mai | Max Lundgren                     | schwedischer Kinder- und Jugendbuchschriftsteller und Drehbuchautor                                             | 68    |       |
| 27. Mai | Geneviève Termier                | französische Paläontologin und Geologin                                                                         | 88    |       |
| 28. Mai | Clair Armstrong Callan           | US-amerikanischer Politiker                                                                                     | 85    |       |
| 28. Mai | Walter E. Schaap                 | US-amerikanischer Übersetzer, Jazzautor und Diskograf                                                           | 87    |       |
| 28. Mai | Awner-Chai Schaki                | israelischer Abgeordneter und Minister                                                                          | 79    |       |
| 29. Mai | Ángeles Alvariño                 | spanische Meeresforscherin, Zoologin und Hochschullehrerin                                                      | 88    |       |
| 29. Mai | Jan Bém                          | tschechoslowakischer Stabhochspringer                                                                           | 87    |       |
| 29. Mai | Oscar Brown, Jr.                 | US-amerikanischer Jazz-Sänger und Texter                                                                        | 78    |       |
| 29. Mai | Marco Caliaro                    | italienischer Bischof                                                                                           | 86    |       |
| 29. Mai | John D’Amico                     | kanadischer Eishockey-Linienrichter und Supervisor                                                              | 67    |       |
| 29. Mai | Gé van Dijk                      | niederländischer Fußballspieler                                                                                 | 81    |       |
| 29. Mai | Joseph Karth                     | US-amerikanischer Politiker                                                                                     | 82    |       |
| 29. Mai | Michael Kenyon                   | britischer Krimiautor und Journalist mit US-Staatsbürgerschaft                                                  | 73    |       |
| 29. Mai | Charlotte March                  | deutsche Fotografin                                                                                             | 75    |       |
| 29. Mai | Hamilton Naki                    | südafrikanischer Chirurg                                                                                        | 78    |       |
| 29. Mai | Svatopluk Pluskal                | tschechoslowakischer Fußballspieler und Fußballtrainer                                                          | 74    |       |
| 29. Mai | George Rochberg                  | US-amerikanischer Komponist                                                                                     | 86    |       |
| 29. Mai | Luciano Rossi                    | italienischer Schauspieler                                                                                      | 70    |       |
| 29. Mai | Kazimierz Urbanik                | polnischer Mathematiker                                                                                         | 75    |       |
| 30. Mai | Jan Knappert                     | niederländischer Linguist                                                                                       | 78    |       |
| 30. Mai | Hans Martin                      | Schweizer Radrennfahrer                                                                                         | 92    |       |
| 30. Mai | Bernd Meier                      | deutscher Politiker (SED, PDS), MdV und Jugendfunktionär (FDJ)                                                  | 60    |       |
| 30. Mai | Karl Eugen Mummenhoff            | deutscher Kunsthistoriker und Denkmalpfleger                                                                    | 85    |       |
| 30. Mai | Tomasz Pacyński                  | polnischer Science-Fiction-Schriftsteller                                                                       | 47    |       |
| 30. Mai | Wolodymyr Sawon                  | ukrainischer Schachmeister und Trainer                                                                          | 64    |       |
| 30. Mai | Takanohana Kenshi                | japanischer Sumo-Ringer                                                                                         | 55    |       |
| 31. Mai | Rolf Baehre                      | deutscher Bauingenieur und Professor für Stahlbau an der Universität Karlsruhe                                  | 77    |       |
| 31. Mai | Emily Blatch, Baroness Blatch    | britische Politikerin (Conservative Party), Mitglied des Oberhauses                                             | 67    |       |
| 31. Mai | Hedi Fritz-Niggli                | Schweizer Strahlenbiologin                                                                                      | 83    |       |
| 31. Mai | Wuelfo Gutiérrez                 | kubanischer Sänger                                                                                              | 62    |       |
| 31. Mai | Gunar Hartling                   | deutscher MfS-Nachrichtendienstler                                                                              | 75    |       |
| 31. Mai | Herbert Junck                    | deutscher Schlagzeuger                                                                                          | 55    |       |
| 31. Mai | Grisélidis Réal                  | Schweizer Prostituierte, Künstlerin und Buchautorin                                                             | 75    |       |
| 31. Mai | John Aiken                       | britischer Offizier der Luftstreitkräfte des Vereinigten Königreichs                                            | 83    |       |
| 31. Mai | Windland Smith Rice              | US-amerikanische Fotografin und Schauspielerin                                                                  |       |       |
| Mai     | Martin Viertel                   | deutscher Schriftsteller                                                                                        | 79    |       |